# Schloss Babstadt

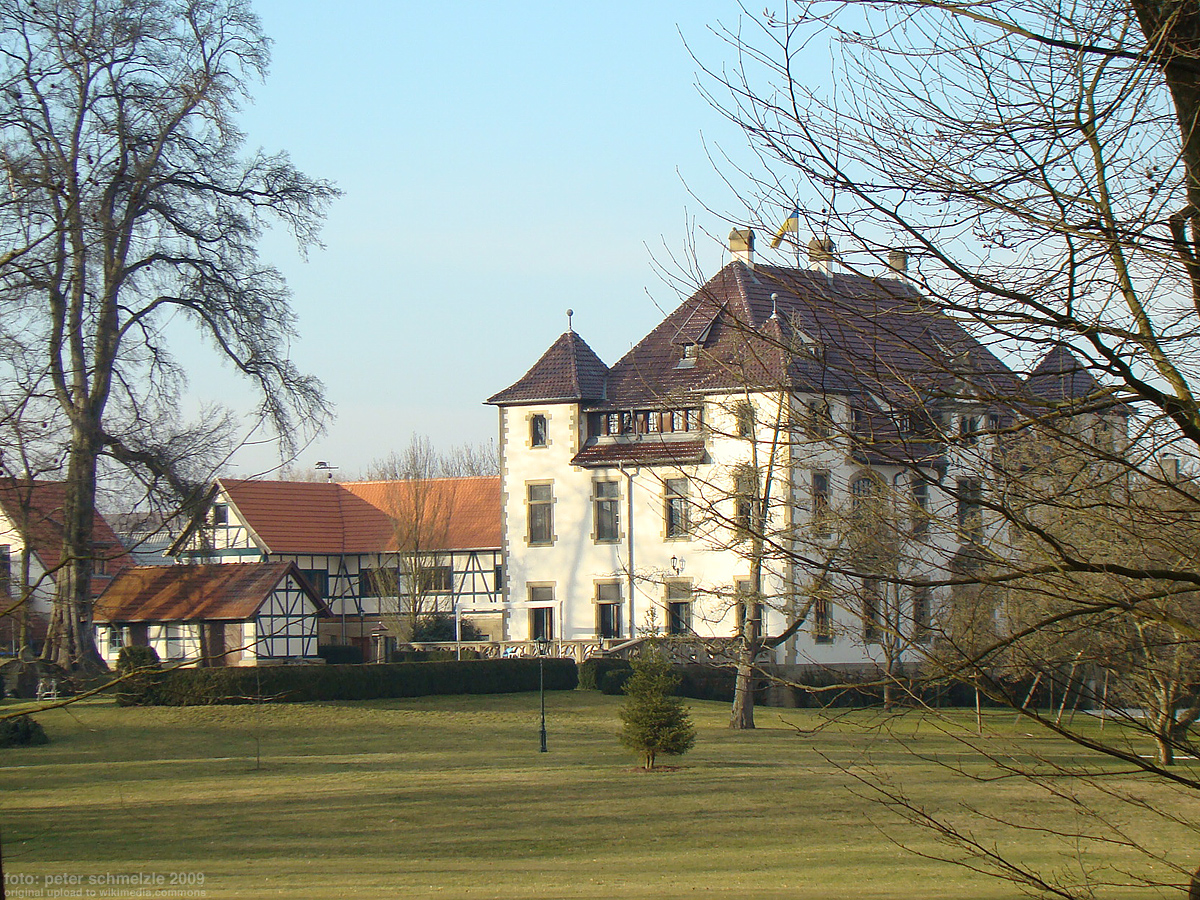
Schloss in Babstadt

Das Schloss in Babstadt, einem Stadtteil von Bad Rappenau im Landkreis Heilbronn im nördlichen Baden-Württemberg, wurde um 1900 anstelle eines Vorgängerbauwerks erbaut und zählt damit zu den jüngsten Schlössern des Landkreises.

## Geschichte
Das Vorgängerbauwerk war 1712 durch Adolf von Kimming errichtet worden, der den Ort zu jener Zeit besaß. 1732 erwarben die Herren von Gemmingen Ort und Schloss. Von Ernst von Gemmingen-Hornberg (1851–1928) wurde von 1898 bis 1911 nach Plänen des Stuttgarter Architekten Carl Weigle das heutige Schloss unter Beibehaltung des Barockportals des Vorgängergebäudes errichtet. 
Nach dem Ersten Weltkrieg wurde das Schloss von Ernst von Gemmingen-Hornberg und seiner Familie bewohnt. Sohn Eberhard (1883–1952) lebte dort mit seiner Frau Hertha von Degenfeld (1894–1963) bis zum Ende des Zweiten Weltkriegs. Als die Amerikaner 1945 das Schloss besetzten, zog das Paar ins nahe Schloss Neuhaus, das Hertha von Degenfeld in den 1920er Jahren geerbt hatte.
In den 1980er und 1990er Jahren war im Schloss eine Galerie untergebracht, bevor das Gebäude umfassend saniert wurde und seitdem wieder als Wohnsitz der Erben der Erbauer dient.

## Beschreibung
Das auf einem rechteckigen Grundriss erbaute Schloss mit ausladendem Treppenhaus, Ecktürmchen und Volutengiebeln wurde im Stil des späten Historismus errichtet und greift Stilelemente der Renaissance, des Barock und der späten Gotik auf. Nach Westen schließt sich ein Wirtschaftshof an, nach Süden erstreckt sich ein großer Landschaftspark, der von einer mit Zinnen und Schießscharten bewehrten Mauer umgeben ist.